# Dyschirus coamensis
Dyschirus coamensis är en skalbaggsart som beskrevs av Mutchler. Dyschirus coamensis ingår i släktet Dyschirus och familjen jordlöpare. Inga underarter finns listade i Catalogue of Life.